# 심텍홀딩스
심텍홀딩스(Simmtech Holdings)는 대한민국의 인쇄회로기판(PCB) 및 메모리 모듈 기업이다. 본사는 충청북도 청주시 흥덕구 산단로 73 (송정동)에 위치해 있다. 대표이사는 전영선이다. 심텍을 종속회사로 가지고 있으며 2023년 제60회 무역의 날에 금탑산업훈장을 받았다.

## 같이 보기
- 심텍

## 참고 문헌
1. ↑  심텍홀딩스, 2100억원의 연결영업적자 발표…전년대비 적자전환, 데일리인베스트, 2024.03.08
2. ↑  반도체용 PCB(인쇄회로기판)업체 심텍홀딩스, 말레이시아공장 준공, M투데이, 2022.05.10
3. ↑  심텍홀딩스 "종속회사 심텍 주식 222억원에 추가취득", 연합뉴스, 2020-04-06